# Álvaro Cervera
Álvaro Cervera Díaz (ur. 20 września 1965 w Santa Isabel) – hiszpański trener i piłkarz, grający na pozycji napastnika.

## Kariera piłkarska
Cervera występował w juniorskich zespołach takich klubów jak Alegría, CD Tenerife, Perines czy Racing Santander. W 1984 zadebiutował w seniorskiej drużynie Racingu Santander. W 1987 roku przeszedł do klubu RCD Mallorca. W latach 1991–1992 wystąpił w kilku meczach reprezentacji Hiszpanii. W 1992 roku został piłkarzem klubu Valencia CF. 3 lata później, powrócił na 2 lata do Racingu Santander. Ostatnie lata kariery piłkarskiej, spędził w słabszych klubach, reprezentując Hércules CF, Águilas CF, UD Almería, CD San Fernando oraz Ontinyent CF. W 2001 roku ogłosił zakończenie piłkarskiej kariery.

## Kariera trenerska
Cervera rozpoczął karierę trenerską w  słabszych klubach, z niższych lig, trenując Catarroja CF, CD Castellón, UD Almansa, Alicante CF, Cultural Leonesa, Real Jaén oraz Real Unión. W 2011 roku został szkoleniowcem Recreativo Huelva. W marcu 2012 roku odszedł z tego klubu, powracając do Racingu Santander, tym razem w roli szkoleniowca. Jego przygoda trenerska w tym klubie zakończyła się jednak szybko, gdyż już po 3 miesiącach został zwolniony. Po tym objął funkcję trenera w klubie CD Tenerife. Już po sezonie pracy awansował z tą drużyną do Segunda División. W 2015 roku został zwolniony z tego stanowiska. W 2016 roku został ogłoszony trenerem klubu Cádiz CF. W sezonie 2019/20 awansował z tym klubem do Primera División, zajmując 2 miejsce w tabeli. W pierwszym sezonie po awansie, prowadzone przez niego Cádiz zajęło 12 miejsce w tabeli La Ligi.